# Молебен
Молебен се отслужва в Православната църква и представлява кратко богослужение от молитвен и благодарствен характер – съкратен вариант на утринната служба. Четат се канони на Пресвета Богородица или на съответния за случая светец.
По традиция учебната година не започва без молебен и водосвет.
Например молебен се отслужва за здраве на децата, молебен за здравето на българските военнослужещи се отслужва в храма „Св. Георги Победоносец“ в София в навечерието на 6 май – Ден на храбростта и празник на Българската армия. В църквата „Св. Неделя“ в София се отслужва ежегодно молебен в памет на загиналите при атентата на 16 април 1925 г. Молебен за здравето и благоденствието на Българския патриарх, по повод имения му ден с провъзгласяване на многолетствия.
На 9 февруари 2007 бе отслужен молебен пред патриаршеската катедрала „Св. Александър Невски“ от Видинския митрополит Дометиан и Русенския митрополит Неофит в подкрепа на осъдените българските медици в Либия.